# Phygasia basalis
Phygasia basalis es una especie de insecto coleóptero de la familia Chrysomelidae. Fue descrita en 2000 por Kimoto.